# Головичпольский сельсовет
Головичпольский сельсовет — упразднённая административная единица на территории Щучинского района Гродненской области Белоруссии. Административный центр — агрогородок Головичполье.

## История
13 сентября 2013 года Головичпольский сельсовет упразднён. Населённые пункты включены в состав Василишковского сельсовета.

## Состав
На момент упразднения Головичпольский сельсовет включал 24 населённых пункта:
- Банюки — деревня.
- Большие Козлы — деревня.
- Бояры — деревня.
- Великое Село — деревня.
- Воейковцы — деревня.
- Глебовцы — деревня.
- Головичполье — агрогородок.
- Голосовичи — деревня.
- Гурнофель — агрогородок.
- Коробки — деревня.
- Костенево — деревня.
- Красная — деревня.
- Лазовцы — деревня.
- Лелюшевцы — деревня.
- Марковцы — деревня.
- Мотевцы — деревня.
- Наумовцы — деревня.
- Новые Герники — деревня.
- Олешковцы — деревня.
- Пильчуки — деревня.
- Русановцы — деревня.
- Русачки — деревня.
- Свириды — деревня.
- Старые Герники — деревня.